# Błękitny Mars
Błękitny Mars (tyt. oryg. Blue Mars) – powieść fantastycznonaukowa amerykańskiego pisarza Kima Stanleya Robinsona, ostatni tom trylogii marsjańskiej. Powieść ukazała się w 1996 r., polskie wydanie, w tłumaczeniu Ewy Wojtczak, wydało wydawnictwo Prószyński i S-ka w 1998 r. w serii Fantastyka. Powieść otrzymała nagrody Hugo i Locus w 1997 r.

## Fabuła
Mars, poddany terraformowaniu nie jest już czerwony. Tlen w atmosferze i dominacja roślin powoduje, że planeta jest zielona i błękitna. Niestety, mieszkańcom zagraża gwałtowny napływ Ziemian. Tubylcy muszą wybrać między eksplozją populacyjną albo wojną międzyplanetarną.